# Collins (Missisipi)
Collins – miasto w Stanach Zjednoczonych, w stanie Missisipi, siedziba administracyjna hrabstwa Covington.